# Oficina Nacional de Emergencia del Ministerio del Interior
La Oficina Nacional de Emergencia del Ministerio del Interior fue un organismo de carácter público chileno, a través del Decreto con Fuerza de Ley N.° 369 de 1974, Fue dependiente del Ministerio del Interior, que tenía por principal finalidad poder coordinar, manejar, y planificar los recursos públicos y privados que estaban destinados a la prevención y atención de emergencias y desastres de origen natural o provocados por la misma acción humana, proporcionando a los ministerios, delegaciones, gobernaciones, municipios y organismos de protección civil de nivel nacional, regional, provincial y comunal, modelos y planes de gestión permanente para la prevención y manejo de  catástrofes, desastres, y emergencias, tales como por ejemplo sismos, temporales, aluviones, erupciones volcánicas, incendios, sequías, etc. Su último director nacional interino fue Mauricio Tapia Dupuy, quien ejerció el cargo de la entidad desde el 21 de noviembre de 2022 hasta el 1 de enero de 2023, y bajo el gobierno de Gabriel Boric.
Fue la institución encargada también de poder coordinar las medidas educativas preventivas. Sus labores más destacadas se enmarcaron dentro del denominado Plan Integral de Seguridad Escolar, y los planes de evacuación en posible caso de un tsunami o terremoto.
El 1 de enero de 2023 terminó su existencia legal, siendo inmediatamente sucedido por el actual Servicio Nacional de Prevención y Respuesta ante Desastres, y en virtud de lo dispuesto en la ley N.° 21.364.

## Historia

### Creación
En 1959 fue creada la Dirección de Asistencia Social del Ministerio del Interior. Debido a la desastrosa escala de magnitud local ocasionada por el terremoto de Valdivia de 1960, se formó un comité que asistió en las labores de coordinación para la atención de la población, recepción y distribución de ayuda. Pasada la catástrofe, dicho organismo directivo continuó en funciones, y también se le asignó la tarea de elaborar un nuevo Plan Nacional de Emergencias.
El 1 de junio de 1971, durante el gobierno de Salvador Allende, fue promulgado el decreto N.° 737 que creaba la Oficina Coordinadora de Emergencia del Ministerio del Interior, que consistía en un comité compuesto por representantes del Ministerio del Interior, del Estado Mayor de la Defensa Nacional, de la Dirección General de Carabineros y del Servicio Nacional de Salud.
Con la dictación del Decreto con Fuerza de Ley N.° 369 de 1974, la nueva Oficina Nacional de Emergencia (ONEMI) asumió las funciones de la Oficina Coordinadora de Emergencia. En 1983, se establecieron los primeros estatutos orgánicos de la Onemi, por el Decreto con Fuerza de Ley N.°509.

### Terremoto del 27 de febrero de 2010
La ONEMI enfrentó una serie de críticas después de acontecido el terremoto de Chile de 2010, entre ellas, la falta de coordinación con las demás autoridades y el SHOA. La ONEMI, dicho organismo público, y el Gobierno de Chile, presidido por la, en ese entonces, presidenta de Chile, Michelle Bachelet Jeria, pues fueron acusados de negligencia inicial en la alerta de tsunami enviada por el Centro de Alerta de Tsunamis del Pacífico, que resultó en la muerte de cientos de personas. Tales críticas derivaron en la renuncia de la directora nacional de la entidad pública, Carmen Fernández Gibbs.

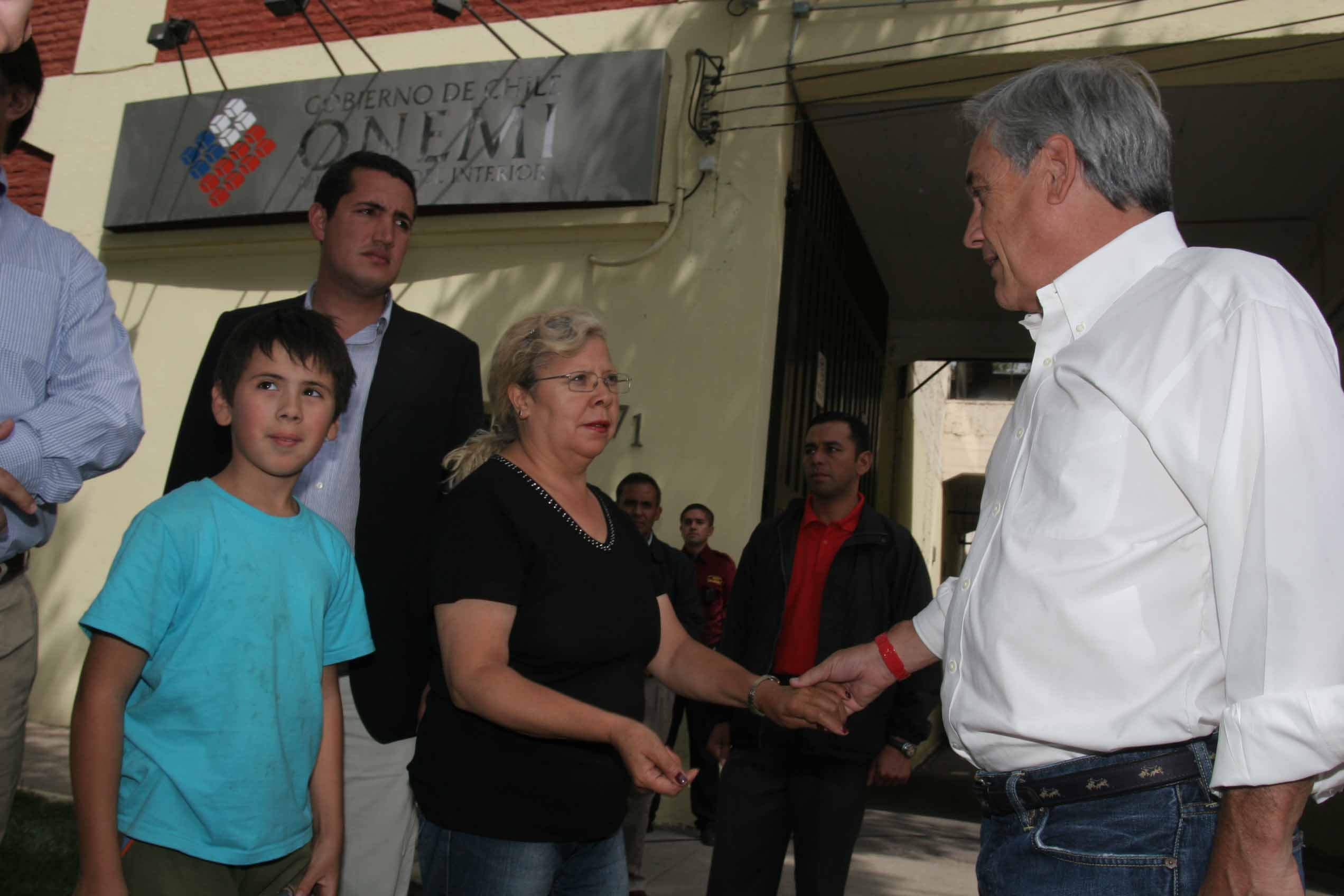
Sebastián Piñera Echeñique en la Onemi el día del terremoto de Chile de 2010.

Una revisión de los procedimientos de ONEMI efectuada por la Contraloría General de la República de Chile, pudo constatar, entre otros, las siguientes irregularidades:
- Se contaba con 14 teléfonos satelitales comprados en 2008, pero que no estaban inventariados ni habilitados para el día de la catástrofe.

- Compra de artículos de emergencia sin respaldo, facturas ilegibles o avaladas solo por una fotocopia y falta de control en el almacenaje de ayuda para damnificados.

- Alimentos vencidos y carpas, toldos, sillas de ruedas y sacos de dormir sin distribuir, con una data de casi 20 años.

- La ONEMI aceptó la recepción de bienes según guías de despacho con firmas ilegibles, sin indicación del lugar de recepción, nombre y cargo de quien recibe, ni la fecha y timbre institucional, presentándose falta de uniformidad e imprecisiones en el procedimiento de pago.

La actuación del organismo fue criticada por el presidente entrante, Sebastián Piñera Echeñique durante la firma del proyecto de ley que creaba un nuevo organismo, sucesor de la ONEMI, la Agencia Nacional de Protección Civil. Pero por consiguiente, el entonces presidente de la República, manifestó lo siguiente:[cita requerida]

"Las instituciones que debieron haber orientado oportunamente, informado y protegido a nuestra población no estuvieron a la altura de las circunstancias. Estaban a ciegas, desinformadas, descoordinadas, y no cumplieron con su deber cuando el país más las necesitó".
Sebastián Piñera, marzo de 2010.

### Reestructuración

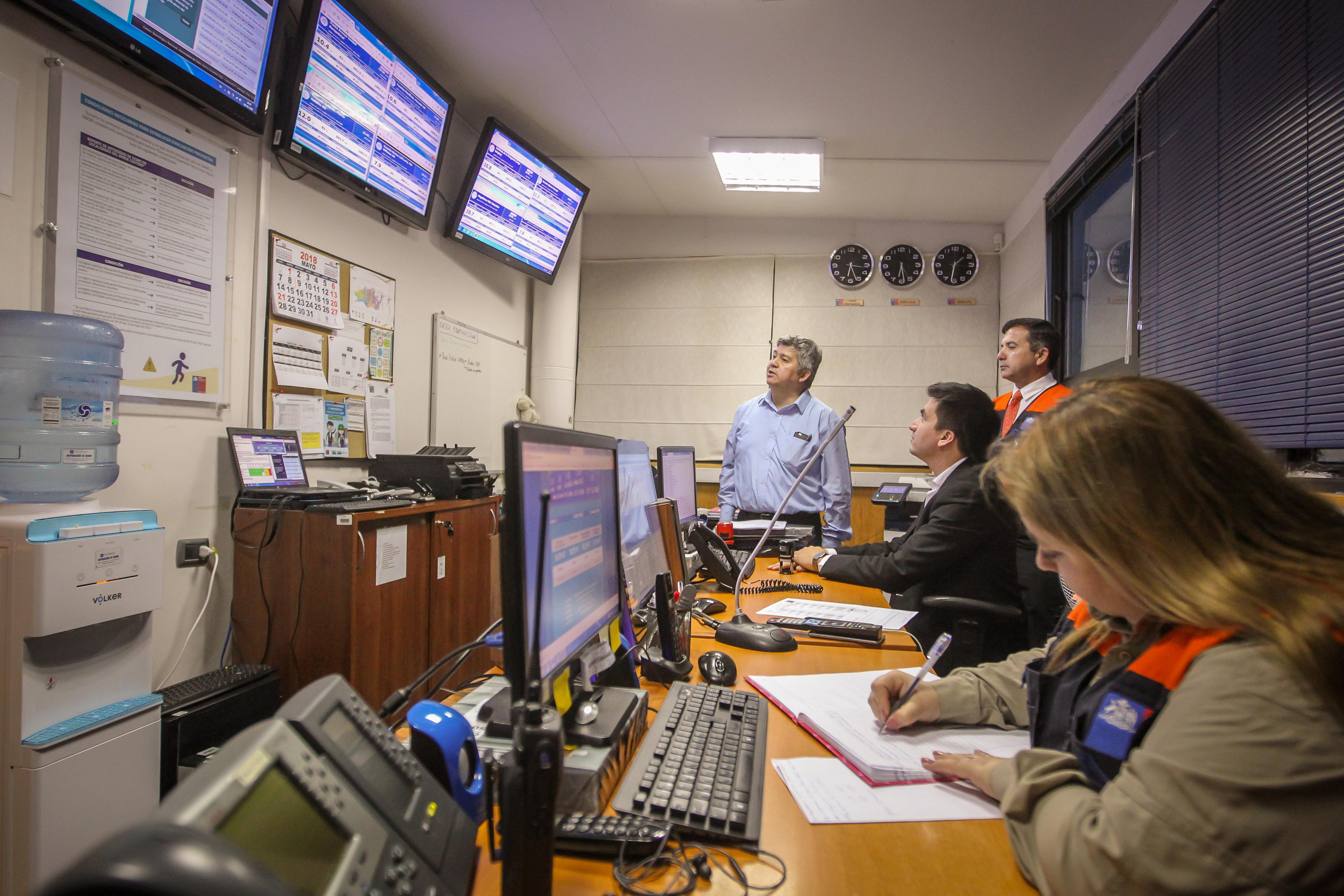
Oficina de la Onemi en Punta Arenas en 2018.

Mediante la ley N.° 21.364, publicada el 7 de agosto de 2021, se determinó el reemplazo de la ONEMI por el Servicio Nacional de Prevención y Respuesta ante Desastres. Dentro de un año el presidente de la República debia establecer mediante un decreto, la implementación del nuevo organismo, así como la disolución definitiva de la ONEMI.

## Misión y visión
La misión principal del organismo fue coordinar, organizar, asesorar y supervisar las actividades del Sistema Nacional de Protección Civil para reducir el riesgo de desastres a través de la mitigación, preparación, alerta, respuesta y rehabilitación con el objeto de reducir la pérdida de vidas, disminuir los impactos económicos, los efectos medioambientales y proteger los modos de vida, contribuyendo al desarrollo sostenible.

## Organización

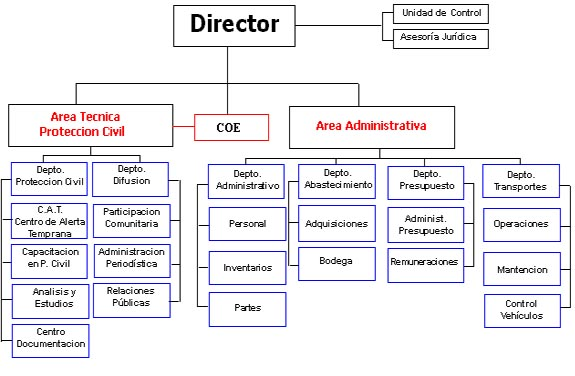
Organigrama de la Onemi.

Se encontraba subdividida en oficinas regionales, provinciales y comunales. El cargo de director nacional era ocupado por concurso público, conocido como el Sistema de Alta Dirección Pública, Algunas de sus divisiones más importantes eran las siguientes:
- Dirección Nacional
- Unidad de Coordinación de la Gestión Regional
- Unidad de Planificación y Control de Gestión
- Centro Nacional de Alerta Temprana
- División de Protección Civil
- División Administrativa
- División de Presupuesto
- División de Abastecimiento
- Departamento de Coordinación y Difusión

### Directores nacionales
| Titular                              | Partido | Inicio                  | Final                   | Presidente                 |
| ------------------------------------ | ------- | ----------------------- | ----------------------- | -------------------------- |
| Waldo Brücher Encina                 | Ind.    | julio de 1974           | 1978                    | Augusto Pinochet Ugarte    |
| Víctor Aquiles López Barrenechea     | Ind.    | 1978                    | 1987                    | Augusto Pinochet Ugarte    |
| Jorge Larrañaga Vidal                | Ind.    | 1987                    | 1987                    | Augusto Pinochet Ugarte    |
| Héctor Orrego Vidal                  | Ind.    | 1987                    | 11 de marzo de 1990     | Augusto Pinochet Ugarte    |
| Sergio Navas Vega                    | PDC     | 11 de marzo de 1990     | 1992                    | Patricio Aylwin Azócar     |
| Cristian Peña Arenas                 | PDC     | 1992                    | 1993                    | Patricio Aylwin Azócar     |
| Patricio Cifuentes Trincado          | PDC     | 1993                    | 11 de marzo de 1994     | Patricio Aylwin Azócar     |
| Alberto Maturana Palacios            | Ind.    | 11 de marzo de 1994     | 11 de marzo de 2000     | Eduardo Frei Ruiz-Tagle    |
| Alberto Maturana Palacios            | Ind.    | 11 de marzo de 2000     | 1 de mayo de 2006       | Ricardo Lagos Escobar      |
| Carmen Fernández Gibbs               | Ind.    | 9 de mayo de 2006       | 11 de marzo de 2006     | Ricardo Lagos Escobar      |
| Carmen Fernández Gibbs               | Ind.    | 11 de marzo de 2006     | 10 de marzo de 2010     | Michelle Bachelet Jeria    |
| Vicente Núñez Pinochet               | UDI     | 11 de marzo de 2010     | 1 de febrero de 2012    | Sebastián Piñera Echenique |
| Benjamín Chacana Carvajal (interino) | Ind.    | 1 de febrero de 2012    | 20 de diciembre de 2012 | Sebastián Piñera Echenique |
| Ricardo Toro Tassara                 | Ind.    | 20 de diciembre de 2012 | 11 de marzo de 2014     | Sebastián Piñera Echenique |
| Ricardo Toro Tassara                 | Ind.    | 11 de marzo de 2014     | 11 de marzo de 2018     | Michelle Bachelet Jeria    |
| Ricardo Toro Tassara                 | Ind.    | 11 de marzo de 2018     | 11 de marzo de 2022     | Sebastián Piñera Echenique |
| Ricardo Toro Tassara                 | Ind.    | 11 de marzo de 2022     | 21 de noviembre de 2022 | Gabriel Boric Font         |
| Mauricio Tapia Dupuy (interino)      |         | 21 de noviembre de 2022 | 1 de enero de 2023      | Gabriel Boric Font         |